# Beit Kahil
Beit Kahil, en arabe : بيت كاحل,  est un village du gouvernorat de Hébron en Palestine, situé à 7 km au nord-ouest de Hébron, au sud-ouest de la Cisjordanie.
Selon le recensement du bureau central palestinien des statistiques, la localité compte une population de 8 880 habitants en 2017.